# Burlington House
Burlington House er en bygning på Piccadilly i Mayfair, London. Den var oprindeligt et privat engelsk barok og herefter nypalladiansk palæ ejet af jarlerne af Burlington. Den blev udvidet markant i midten af 1800-tallet efter at være blevet købt af den britisk regering. I dag har Royal Academy og fem andre videnskabsakademier til huse i bygningen. De øvrige tæller:
- Geological Society of London (Piccadilly/østfløjen)
- Linnean Society of London (Piccadilly/vestfløjen)
- Royal Astronomical Society (vestfløjen)
- Society of Antiquaries of London (vestfløjen)
- Royal Society of Chemistry (østfløjen)